# Frankfort (Indiana)
Frankfort város az USA Indiana államában. Lakosainak száma 16 715 fő (2020. április 1.).

## Népesség
A település népességének változása:

| 2010 | 16 422 |
| 2020 | 16 715 |